# Giacomo Carini
Giacomo Carini, född 2 juli 1997, är en italiensk simmare.

## Karriär
Carini tog silver på 200 meter fjärilsim vid europeiska spelen 2015. Han medverkade på samma distans vid OS 2020, och blev även uttagen att tävla vid OS 2024.